# Thập niên 300
Thập niên 300 hay thập kỷ 300 chỉ đến những năm từ 300 đến 309.